# Nowon
Nowon Station es una estación de la Línea 4 y Línea 7 del metro de Seúl.  La estación de la Línea 4 se encuentra elevada mientras que la correspondiente a la Línea 7 es subterránea.  Además, las dos estaciones se encuentran bastante alejadas, por lo que los viajeros deben caminar una considerable distancia para realizar el transbordo.
En las proximidades de la estación de Nowon se pueden encontrar numerosos establecimientos comerciales. Al Lotte Department Store se puede acceder directamente desde la estación de la Línea 7.
Ambas estaciones se encuentran en Sanggye-dong, Nowon-gu, Seúl.

## Galería

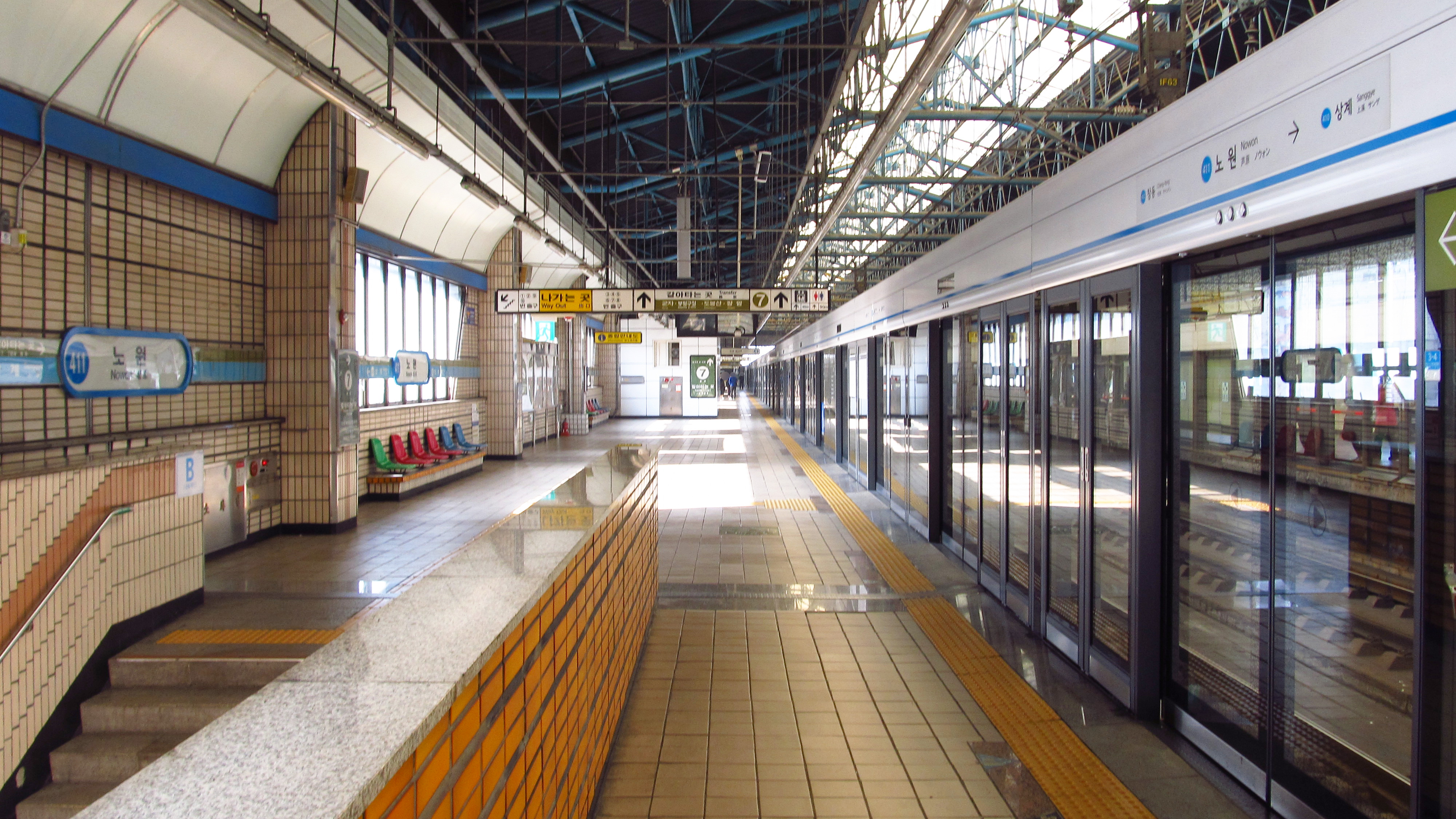
Andén de la Línea 4

- Datos: Q68681
- Multimedia: Nowon Station / Q68681